# Kis-Beszterce
A Kis-Beszterce (románul: Bistricioara) egy folyó a Keleti-Kárpátokban. 
Települések: Bélbor, Hollósarka, Gyergyóholló, Gyergyótölgyes, Kisbeszterce.